# Castrosion renei
Castrosion renei är en stekelart som beskrevs av Ian D. Gauld och Bradshaw 1997. Castrosion renei ingår i släktet Castrosion och familjen brokparasitsteklar. Inga underarter finns listade.